# Amaxia lepida
Amaxia lepida là một loài bướm đêm thuộc phân họ Arctiinae, họ Erebidae.